# 新烏克蘭卡 (尼科波爾區)
新烏克蘭卡（烏克蘭語：Новоукраїнка），是烏克蘭中部第聶伯羅彼得羅夫斯克州尼科波爾區托馬基夫卡市鎮的村落，距離維索凱2公里，海拔高度92米，2001年人口103。